# Творожный рис
Творожный рис, также Йогурт с рисом (англ. Curd rice, тамил. தயிர் சாதம் (тайир саатам), телугу పెరుగు అన్నం, каннада ಮೊಸರು-ಅನ್ನ) — индийское молочное рисовое блюдо. Готовится преимущественно в Южной Индии.
Творожная, или молочная часть представляет собой жидкий, кисловатый, не подслащенный йогурт. Творожный рис наиболее популярен в штатах Карнатака, Керала, Андхра-Прадеш и Тамилнад.

## Приготовление
Наиболее простым и быстрым в приготовлении творожного риса является обычное перемешивание отваренного риса и йогурта. Однако существует немало и более сложных рецептов, например, следующий:
— Рис варится до его полной готовности, затем разминается в пюре и охлаждается до комнатной температуры. После этого поджариваются несколько стручков зелёного перца-чили, добавляется имбирь, карри, а также — по вкусу — горчичное семя, тминное семя, кориандр, изюм и т. п. В конце вся эта «начинка» заливается молоком или йогуртом, а затем добавляется соль по вкусу.
По другому рецепту, это блюдо готовится таким образом:
— Рис отваривается, затем его солят и смешивают с йогуртом, к ним в качестве гарнира подают жареные: бобы, зелёный перец-чили, горчичное семя и проч.

## Сервирование
Творожный рис является домашним блюдом в Южной Индии и его обычно подают в сопровождении подливы на основе манго или лайма (зелёного лимона), под конец обеда.